# Erwin Feuchtmann Pérez
Erwin Jan Feuchtmann Pérez (* 2. Mai 1990 in Punta Arenas) ist ein chilenisch-deutscher Handballspieler.

## Karriere

### Verein
Der 1,95 Meter große und 95 Kilogramm schwere Erwin „Pepin“ Feuchtmann stand bis Anfang 2013 beim HC Aschersleben unter Vertrag. Anschließend wechselte er in die rumänische Liga zu SZKC Ordohei, mit dem er im EHF Challenge Cup 2013/14 spielt. Zuvor spielte er bei HCE Plauen und der HSG Hohn/Elsdorf. Im Sommer 2014 wechselte er zum türkischen Meister Beşiktaş Istanbul. Feuchtmann stand in der Saison 2015/16 beim deutschen Bundesligisten TBV Lemgo unter Vertrag, ehe er 2016 von der SG Handball West Wien für die Handball Liga Austria verpflichtet wurde. Im April 2017 unterschrieb er für die kommende Saison einen Zweijahresvertrag beim deutschen Bundesligisten VfL Gummersbach. Im Sommer 2018 verließ Feuchtmann vorzeitig den VfL Gummersbach und schloss sich dem französischen Erstligisten Istres Provence Handball an. Ein Jahr später schloss er sich dem spanischen Erstligisten Ademar León an.  Zur Saison 2021/22 wechselte er zum französischen Erstligisten Fenix Toulouse Handball.

### Nationalmannschaft
Feuchtmann ist chilenischer Nationalspieler und stand im Aufgebot für die Weltmeisterschaften 2011, 2013, 2017, 2019, 2021, 2023 und 2025.
Bei der in Deutschland und Dänemark ausgetragenen Handball-Weltmeisterschaft 2019 war Feuchtmann in drei Spielen der Vorrunde bester chilenischer Torjäger. Ein weiteres Mal teilte er sich dieses Ergebnis mit Salinas. In der sich anschließenden Platzierungsrunde zum President’s Cup warf er erneut in den Spielen gegen Katar und Mazedonien die meisten Tore für Chile. In der mit über 13.000 Zuschauern besetzten Lanxess Arena wurde er lautstark mit „Erwin, Erwin!“-Rufen gefeiert. Bei der WM 2023 erzielte er 54 Tore und führte bis zum letzten Spieltag die Torschützenliste an. Bei der Weltmeisterschaft 2025 war er mit 40 Toren erneut bester chilenischer Werfer und erhöhte seine Torausbeute bei Weltmeisterschaften auf 282 Tore – chilenischer Rekord.
Mit Chile gewann er bei den Panamerikanischen Spielen 2011 und 2023 Bronze sowie 2019 Silber, bei der Panamerikameisterschaft 2016 Silber und 2018 Bronze, bei der Süd- und Zentralamerikanischen Meisterschaft 2022 Bronze, bei den Südamerikaspielen 2018 Bronze und 2022 Silber und bei den Juegos Bolivarianos 2022 Gold.

## Privates
Erwin Feuchtmanns Großvater Friedrich Feuchtmann (1898–1985) war in den 1930er Jahren von Mannheim nach Chile ausgewandert, wo er sich in Valparaíso niederließ. Erwin Feuchtmann Pérez’ Brüder Emil und Harald sowie seine Schwester Inga spielen ebenfalls Handball und stehen im Aufgebot der Nationalmannschaft.

## HLA-Bilanz
| Saison    | Verein                | Spielklasse | Spiele | Tore | 7-Meter      | Feldtore |
| --------- | --------------------- | ----------- | ------ | ---- | ------------ | -------- |
| 2016/17   | SG Handball West Wien | HLA         | 32     | 139  | 11/19        | 128      |
| 2016–2017 | gesamt                | HLA         | 32     | 139  | 11/19 (57 %) | 128      |